# ハマイエてれび回覧板
『ハマイエてれび回覧板』（ハマイエてれびかいらんばん）は、1997年3月31日から2000年3月31日まで山陽放送（RSKテレビ）で放送されていた情報番組である。
浜家輝雄が司会を務めていた平日夕方の帯番組で、毎週月曜 - 金曜 16:54 - 18:00（日本標準時）に放送。初回は16:00からの2時間枠で放送された。
番組は、毎日決まった時間帯に行うコーナーと日替わりのコーナーによって構成。その合間には、JR岡山駅西口やコトデンそごう前などからの日替わり生中継を実施していた。そして番組のラストでは、18:30から放送される『山陽TVイブニングニュース』の予告と次回の予告を行っていた。
番組のイメージソングは岸田敏志の「白雲悠々」。この曲は、後にRSKラジオで放送された『はまいえサタデー〜白雲悠々〜』のタイトルにも使用されていた。

## 出演者
いずれも出演当時は山陽放送のアナウンサー。

### 司会
- 浜家輝雄[3][4]
- 伊藤奈美[3]
- 花村恭子[4]

### その他の出演者
- 米澤秀敏[5]
- 坤徳ひとみ[6]
- 中村恵美 - 中継担当[7]
- 小林章子 - クイズ担当[8]